# Estadio del Colegio Don Bosco
Estadio del Colegio Don Bosco – stadion piłkarski w Moca, na Dominikanie. Używany głównie do rozgrywania meczów piłkarskich. Swoje mecze rozgrywa na nim drużyna piłkarska Moca FC. Mieści 3000 widzów.